# Розтоківська сільська рада (Рахівський район)
| Розтоківська сільська рада — колишній орган місцевого самоврядування у Рахівському районі Закарпатської області з адміністративним центром у с. Розтоки. Сільській раді підпорядковані населені пункти: - с. Розтоки |

## Склад ради
Рада складається з 20 депутатів та голови.

## Керівний склад сільської ради
| ПІБ                          | Основні відомості                                                           | Дата обрання | Дата звільнення |
| ---------------------------- | --------------------------------------------------------------------------- | ------------ | --------------- |
| Николайчук Василь Васильович | Сільський голова, 1951 року народження, освіта, член Народного Руху України | 26.03.2006   | 31.10.2010      |
| Костан Михайло Васильович    | Сільський голова, 1966 року народження, освіта вища, безпартійний           | 31.10.2010   |                 |

Примітка: таблиця складена за даними джерела

## Населення
Згідно з переписом УРСР 1989 року чисельність наявного населення сільської ради становила 2513 осіб, з яких 1210 чоловіків та 1303 жінки.
За переписом населення України 2001 року в сільській раді мешкали 2754 особи.

### Мова
Розподіл населення за рідною мовою за даними перепису 2001 року:
| Мова       | Відсоток |
| ---------- | -------- |
| українська | 99,61 %  |
| російська  | 0,29 %   |
| угорська   | 0,04 %   |